# 内モンゴル人民革命党
内モンゴル人民革命党（うちモンゴルじんみんかくめいとう、モンゴル語: Dotoγadu Mongγol-un Arad-un Qubisqal-un Nam / Дотоод Монгол Ардын Хувьсгалт Нам、英語: Inner Mongolian People's Revolutionary Party、中国語: 内蒙古人民革命党、中国語の略称は内人党）は、かつて存在した内モンゴルの政党。

## 年譜
1925年10月、内モンゴルの青年政治活動家によってカルガン（張家口）で結成された。結成メンバーの中には、メルセ（Merse、郭道甫）、チェレンドンドブ（Serengdongrub、白雲梯）らもいた。メルセはモンゴル人民革命党とコミンテルンと連絡を取り、後に党書記長となる。党設立総会の出席者や執行委員には、アラタンワチル（金永昌）、包悦卿、バヤンダイ、ドゴイラン運動指導者のシネラマ、フミタイ（Fumintai）セインバヤル（Sainbayar）、中国国民党からは李烈鈞や張之江ら、中国共産党からは王仲一、吉雅泰や李裕智などが名を連ねた。
内モンゴル人民革命党は、モンゴル人の民族自決、社会主義、封建制度の廃止、宗教勢力の特権廃止などを提唱した。
内モンゴル人民革命党は親国民党派と親共産党派に分裂して崩壊した。1945年（昭和20年）満洲国崩壊後は興安総省において東モンゴル自治政府が成立すると再組織され、内外モンゴルの統一を目指し活動を行った。同年8月18日の会議ではソ連対日参戦に伴うモンゴル軍の進駐に呼応して、内モンゴル人民革命党は内モンゴル人民解放宣言を採択した。しかしその後、中国共産党のウランフ（烏蘭夫）の画策により東モンゴル自治政府は内モンゴル人民共和国などと統合されて内外モンゴル統一の代わりに東西モンゴルの統一が目標として掲げられ、1946年中国共産党に吸収合併される形で解党した。

## 関連文書
- “内人党”冤案前后，白音太，炎黄春秋杂志2009年第8期